# Neolasioptera
Neolasioptera is een muggengeslacht uit de familie van de galmuggen (Cecidomyiidae).

## Soorten
- N. agrostis (Osten Sacken, 1862)
- N. albipes Felt, 1918
- N. albitarsis (Felt, 1907)
- N. albolineata Felt, 1908
- N. allioniae (Felt, 1911)
- N. ambrosiae Felt, 1909
- N. angelicae (Beutenmüller, 1908)
- N. apocyni (Felt, 1921)
- N. argentisquama (Felt, 1908)
- N. asclepiae Felt, 1908
- N. baccharicola Gagne, 1971
- N. boehmeriae (Beutenmüller, 1908)
- N. brevis Gagne, 1984
- N. cassiae (Felt, 1909)
- N. caulicola (Felt, 1907)
- N. celastri Felt, 1908
- N. cinerea (Felt, 1907)
- N. clematidis (Felt, 1907)
- N. convolvuli (Felt, 1907)
- N. cornicola (Beutenmüller, 1907)
- N. crotalariae (Stebbins, 1910)
- N. desmodii (Felt, 1907)
- N. diplaci (Felt, 1912)
- N. eregeroni (Brodie, 1894)
- N. erigerontis (Felt, 1907)
- N. eupatoriflorae (Felt, 1907)
- N. eupatorii (Felt, 1907)
- N. farinosa (Osten Sacken, 1862)
- N. flavomaculata Felt, 1908
- N. fraxinifolia (Felt, 1908)
- N. galeopsidis (Felt, 1909)
- N. hamamelidis (Felt, 1907)
- N. helianthi (Felt, 1907)
- N. hibisci (Felt, 1907)
- N. hirsuta Felt, 1908
- N. impatientifolia (Felt, 1907)
- N. lathami Gagne, 1971
- N. linderae (Beutenmüller, 1907)

- N. lupini (Felt, 1908)
- N. lycopi (Felt, 1907)
- N. major Felt, 1918
- N. menthae Felt, 1909
- N. mimuli Felt, 1908
- N. mitchellae (Felt, 1908)
- N. monardi (Brodie, 1894)
- N. neofusca (Felt, 1908)
- N. nodulosa (Beutenmüller, 1907)
- N. palmeri (Felt, 1925)
- N. palustris (Felt, 1907)
- N. perfoliata (Felt, 1907)
- N. portulacae (Cook, 1906)
- N. potentillaecaulis (Stebbins, 1910)
- N. punicei (Brodie, 1909)
- N. quercina (Felt, 1907)
- N. ramuscula (Beutenmüller, 1907)
- N. rostrata Gagne, 1989
- N. rudbeckiae (Felt, 1908)
- N. spinulae (Felt, 1908)
- N. tertia (Felt, 1898)
- N. thurstoni (Brodie, 1894)
- N. triadenii (Beutenmüller, 1908)
- N. verbenae (Felt, 1912)
- N. verbesinae Möhn, 1964
- N. vernoniae (Beutenmüller, 1907)
- N. viburnicola (Beutenmüller, 1907)
- N. vitinea (Felt, 1907)
- N. willistoni (Cockerell, 1898)